# Goulburn River National Park
Goulburn River National Park är en park i Australien. Den ligger i delstaten New South Wales, i den sydöstra delen av landet, omkring 210 kilometer nordväst om delstatshuvudstaden Sydney. Goulburn River National Park ligger 339 meter över havet.
Trakten runt Goulburn River National Park är nära nog obefolkad, med mindre än två invånare per kvadratkilometer..
I omgivningarna runt Goulburn River National Park växer huvudsakligen savannskog. Genomsnittlig årsnederbörd är 816 millimeter. Den regnigaste månaden är februari, med i genomsnitt 167 mm nederbörd, och den torraste är oktober, med 14 mm nederbörd.